# Селкет
Селкет или Серкет је египатска богиња шкорпиона. Њено пуно име је Селкет хетит или она која чини да грло дише, што се доводи у везу са дејством уједа шкорпиона.
У текстовима пирамида, заједно са друге три богиње штити мртвог краља, а од 5. династије је позната као заштитница.
Њена фунерарна улога је примарна, заштитница је чувара канопа и то Кебехсенуефа.
Приказује се антропоморфно. На глави јој је шкорпион подигнутог репа, без ногу и жаока.